# Luiz Mancilha Vilela
Luiz Mancilha Vilela (Pouso Alegre, 6 maggio 1942 – Vitória, 23 agosto 2022) è stato un arcivescovo cattolico brasiliano.

## Biografia

### Formazione e ministero sacerdotale
Ha compiuto gli studi filosofici presso l'Istituto dei Sacri Cuori, a Pindamonhangaba, e quelli teologici alla Pontificia Università di Minas Gerais, a Belo Horizonte. Ha ottenuto poi la licenza presso l'Università Federale di Minas Gerais, a Belo Horizonte. Ha seguito inoltre un corso di teologia della vita religiosa e uno di formazione per i formatori nella vita religiosa e sacerdotale.
È stato ordinato sacerdote il 21 dicembre 1968 a Belo Horizonte. Ha svolto i seguenti incarichi: vicario parrocchiale, coordinatore della pastorale vocazionale nella provincia della Congregazione dei Sacri Cuori, consigliere provinciale, superiore del Seminario dei Sacri Cuori, vicario provinciale, provinciale.

### Ministero episcopale
È stato nominato vescovo di Cachoeiro de Itapemirim il 3 dicembre 1985; ha ricevuto l'ordinazione episcopale il 22 febbraio successivo.
Il 3 dicembre 2002 è stato nominato arcivescovo coadiutore di Vitória; il 14 aprile 2004 è succeduto alla medesima sede.
Il 7 novembre 2018 papa Francesco ha accettato la sua rinuncia al governo pastorale dell'arcidiocesi di Vitória per raggiunti limiti d'età.
È morto a Vitória, il 23 agosto 2022, all'età di 80 anni.

## Genealogia episcopale e successione apostolica
La genealogia episcopale è:
- Cardinale Scipione Rebiba
- Cardinale Giulio Antonio Santori
- Cardinale Girolamo Bernerio, O.P.
- Arcivescovo Galeazzo Sanvitale
- Cardinale Ludovico Ludovisi
- Cardinale Luigi Caetani
- Cardinale Ulderico Carpegna
- Cardinale Paluzzo Paluzzi Altieri degli Albertoni
- Papa Benedetto XIII
- Papa Benedetto XIV
- Cardinale Enrico Enriquez
- Arcivescovo Manuel Quintano Bonifaz
- Cardinale Buenaventura Córdoba Espinosa de la Cerda
- Cardinale Giuseppe Maria Doria Pamphilj
- Papa Pio VIII
- Papa Pio IX
- Cardinale Alessandro Franchi
- Cardinale Giovanni Simeoni
- Cardinale Antonio Agliardi
- Cardinale Basilio Pompilj
- Arcivescovo Joaquim Domingues de Oliveira
- Cardinale Jaime de Barros Câmara
- Arcivescovo Jose Newton de Almeida Baptista
- Cardinale Serafim Fernandes de Araújo
- Arcivescovo Luiz Mancilha Vilela, SS.CC.

La successione apostolica è:
- Vescovo Mário Marquez, O.F.M.Cap. (2006)
- Vescovo Rubens Sevilha, O.C.D. (2012)